# Gregório V da Alexandria
Gregório V foi o Patriarca de Alexandria, por dois anos, entre 1484 e 1486.